# Немачки аутономни градови
Немачки аутономни градови су облик локалне самоуправе у Немачкој, на нивоу испод савезних држава, а равноправна окрузима. 
Аутономни градови по правилу имају више од 100.000 становника. Најмањи је Цвајбрикен у Рајна-Палатинату, са 35.000 становника, а највећи Минхен са 1,3 милиона становника. Хамбург, Берлин и Бремен (са Бремерхафеном) представљају посебне градове-државе. 